# Rainer Küster

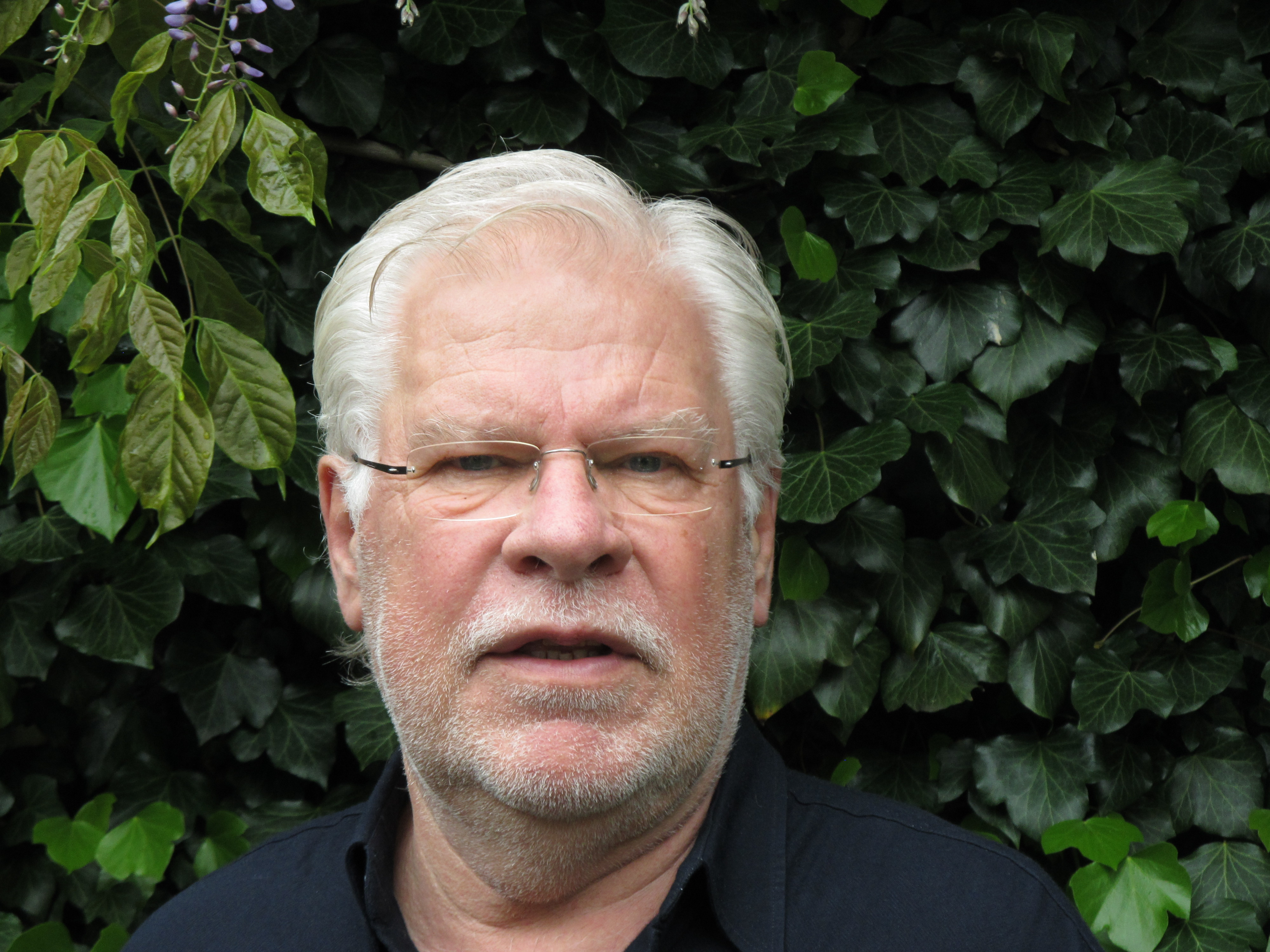
Rainer Küster, 2013

Rainer Küster (geb. 4. September 1942 in Goldbeck) ist ein deutscher Schriftsteller und Sprachwissenschaftler.

## Leben
Nach dem Abitur am Gymnasium Ernestinum in Rinteln absolvierte  Küster einen zweijährigen Wehrdienst und studierte danach Germanistik, Anglistik und Philosophie an den Universitäten in Hamburg und Bochum. An der Ruhr-Universität promovierte er zu einem Thema über militärische Metaphern in Zeitungstexten bei dem Germanisten Siegfried Grosse. In den Jahren 1976 bis 1983 war er als Oberstudienrat im Hochschuldienst an das Germanistische Institut der Ruhr-Universität abgeordnet. Anschließend lehrte er neben seiner Unterrichtstätigkeit am Gymnasium für mehr als zwanzig Jahre als Lehrbeauftragter für germanistische Linguistik an der Ruhr-Universität. Bis zu seiner Pensionierung im Jahre 2007 war Rainer Küster Studiendirektor an der Theodor-Körner-Schule in Bochum. Er vertrat an dem Gymnasium die Fächer Deutsch, Englisch und Philosophie. Rainer Küster ist verheiratet, hat zwei Söhne und lebt seit den 1960er Jahren in Bochum.

## Werk
In seinen wissenschaftlichen Arbeiten beschäftigt sich Rainer Küster schwerpunktmäßig mit den Bereichen Metaphorologie, Sprachdidaktik und Sport- bzw. Fußballsprache. Er hat an Lehrwerken für den Deutsch- und den Philosophieunterricht mitgewirkt. Im Zuge der Corona-Krise hat sich Rainer Küster wissenschaftlich mit der insbesondere im Jahre 2020 virulenten Kriegsmetaphorik beschäftigt. Seit 1998 publiziert er die „Bochumer Wortschätzchen“ (mit Josef Fellsches), die inzwischen in acht stets ergänzten und erweiterten Auflagen erschienen sind. In den Jahren 2006 und 2013 erschienen zwei Bücher über „Bochumer Häuser“, in denen Küster Erzählungen über Häuser, die seit Jahrzehnten oder sogar Jahrhunderten zum Bochumer Stadtbild gehören, und Menschen, die in ihnen leben oder arbeiten, miteinander verbindet. Außerdem schrieb er bisher vier Kriminalromane aus dem Ruhrgebiet (davon drei zusammen mit Rüdiger Schneider). Zu den beiden im Jahre 2016 verstorbenen Bochumer Autoren Wolfgang Welt und Michael Starcke pflegte Rainer Küster eine enge, stets inspirierende Freundschaft. Bei der Abschlussveranstaltung zur "Wolfgang Welt-Ausstellung" in Bochum-Langendreer im Jahre 2019 hat er von dieser Freundschaft erzählt. Als „leidender Fan“, der seit fünf Jahrzehnten die Spiele des VfL Bochum besucht, hat Küster mehrere Kurzgeschichten über seinen Verein geschrieben.